# Enes Mahmutović
Enes Mahmutović (Pejë, 22 mei 1997) is een Luxemburgs voetballer van Bosnisch-Kosovaars afkomst die als verdediger voor NAC Breda speelt. Mahmutović debuteerde in 2016 in het Luxemburgs voetbalelftal.

## Carrière
Enes Mahmutović speelde in de jeugd van het Luxemburgse Fola Esch, waar hij van 2014 tot 2017 in het eerste elftal speelde. In 2017 vertrok hij naar Middlesbrough FC, waar hij vooral in het tweede elftal speelde. Hij debuteerde voor Middlesbrough op 14 augustus 2018, in de met 3-3 gelijkgespeelde thuiswedstrijd in het toernooi om de EFL Cup tegen Notts County FC. In de 44e minuut scoorde Mahmutović de 2-2, waarna de wedstrijd in 3-3 eindigde en Middlesbrough de wedstrijd na penalty's won. De tweede helft van het seizoen 2018/19 werd hij verhuurd aan Yeovil Town FC. 
In het seizoen 2019/20 werd hij verhuurd aan MVV Maastricht. Hij debuteerde voor MVV op 16 augustus 2019, in de met 0-3 verloren thuiswedstrijd tegen De Graafschap. Hierna raakte hij geblesseerd, maar vanaf november 2019 was hij de rest van het seizoen een vaste waarde in de Maastrichtse defensie. 
In 2020 vertrok hij transfervrij van Middlesbrough naar het Oekraïense FK Lviv. Toen de Russisch-Oekraïense Oorlog uitbrak, werd Mahmutović in maart 2022 getransfereerd aan het Bulgaarse CSKA Sofia. Hij verliet het team in juni 2024, toen zijn contract afliep. Per 29 juli 2024 heeft Mahmutović een tweejarig contract (plus 1 jaar optie) getekend bij NAC Breda.

## Interlandcarrière
Enes Mahmutović debuteerde voor het Luxemburgs voetbalelftal op 13 november 2016, in de met 1-3 verloren WK-kwalificatiewedstrijd tegen Nederland. Hij begon in de basis en speelde de hele wedstrijd.
| Interlands van Enes Mahmutović voor Luxemburg | Interlands van Enes Mahmutović voor Luxemburg | Interlands van Enes Mahmutović voor Luxemburg | Interlands van Enes Mahmutović voor Luxemburg | Interlands van Enes Mahmutović voor Luxemburg | Interlands van Enes Mahmutović voor Luxemburg | Interlands van Enes Mahmutović voor Luxemburg |
| №                                             | Datum                                         | Wedstrijd                                     | Uitslag                                       | Soort wedstrijd                               | Goals                                         |                                               |
| Als speler bij Fola Esch                      | Als speler bij Fola Esch                      | Als speler bij Fola Esch                      | Als speler bij Fola Esch                      | Als speler bij Fola Esch                      | Als speler bij Fola Esch                      |                                               |
| --------------------------------------------- | --------------------------------------------- | --------------------------------------------- | --------------------------------------------- | --------------------------------------------- | --------------------------------------------- | --------------------------------------------- |
| 1.                                            | 13 november 2016                              | Luxemburg – Nederland                         | 1 – 3                                         | WK Kwalificatie 2018                          | 0                                             |                                               |
| 2.                                            | 28 maart 2017                                 | Luxemburg – Kaapverdië                        | 0 – 2                                         | Vriendschappelijk                             | 0                                             |                                               |
| 3.                                            | 4 juni 2017                                   | Luxemburg – Albanië                           | 2 – 1                                         | Vriendschappelijk                             | 0                                             |                                               |
| 4.                                            | 9 juni 2017                                   | Nederland – Luxemburg                         | 5 – 0                                         | WK Kwalificatie 2018                          | 0                                             |                                               |
| Als speler bij Middlesbrough FC               |                                               |                                               |                                               |                                               |                                               |                                               |
| 5.                                            | 22 maart 2018                                 | Malta – Luxemburg                             | 0 – 1                                         | Vriendschappelijk                             | 0                                             |                                               |
| 6.                                            | 27 maart 2018                                 | Luxemburg – Oostenrijk                        | 0 – 4                                         | Vriendschappelijk                             | 0                                             |                                               |
| 7.                                            | 31 mei 2018                                   | Luxemburg – Senegal                           | 0 – 0                                         | Vriendschappelijk                             | 0                                             |                                               |
| 8.                                            | 5 juni 2018                                   | Luxemburg – Georgië                           | 1 – 0                                         | Vriendschappelijk                             | 0                                             |                                               |
| Als speler bij Yeovil Town FC                 |                                               |                                               |                                               |                                               |                                               |                                               |
| 9.                                            | 12 oktober 2018                               | Wit-Rusland – Luxemburg                       | 1 – 0                                         | UEFA Nations League                           | 0                                             |                                               |
| 10.                                           | 18 november 2018                              | Moldavië – Luxemburg                          | 1 – 1                                         | UEFA Nations League                           | 0                                             |                                               |
| Als speler bij Middlesbrough FC               |                                               |                                               |                                               |                                               |                                               |                                               |
| 11.                                           | 2 juni 2019                                   | Luxemburg – Madagaskar                        | 3 – 3                                         | Vriendschappelijk                             | 0                                             |                                               |
| Als speler bij FK Lviv                        |                                               |                                               |                                               |                                               |                                               |                                               |
| 12.                                           | 11 november 2020                              | Luxemburg – Oostenrijk                        | 0 – 3                                         | Vriendschappelijk                             | 0                                             |                                               |
| 13.                                           | 17 november 2020                              | Luxemburg – Azerbeidzjan                      | 0 – 0                                         | UEFA Nations League                           | 0                                             |                                               |
| 14.                                           | 24 maart 2021                                 | Qatar – Luxemburg                             | 1 – 0                                         | Vriendschappelijk                             | 0                                             |                                               |
| 15.                                           | 27 maart 2021                                 | Ierland – Luxemburg                           | 0 – 1                                         | WK Kwalificatie 2022                          | 0                                             |                                               |
| 16.                                           | 2 juni 2021                                   | Noorwegen – Luxemburg                         | 1 – 0                                         | Vriendschappelijk                             | 0                                             |                                               |
| 17.                                           | 6 juni 2021                                   | Luxemburg – Schotland                         | 0 – 1                                         | Vriendschappelijk                             | 0                                             |                                               |
| 18.                                           | 1 september 2021                              | Luxemburg – Azerbeidzjan                      | 2 – 1                                         | WK Kwalificatie 2022                          | 0                                             |                                               |
| 19.                                           | 4 september 2021                              | Servië – Luxemburg                            | 4 – 1                                         | WK Kwalificatie 2022                          | 0                                             |                                               |
| 20.                                           | 7 september 2021                              | Luxemburg – Qatar                             | 1 – 1                                         | Vriendschappelijk                             | 0                                             |                                               |
| 21.                                           | 25 maart 2022                                 | Luxemburg – Noord-Ierland                     | 1 – 3                                         | Vriendschappelijk                             | 0                                             |                                               |
| Als speler bij CSKA Sofia                     |                                               |                                               |                                               |                                               |                                               |                                               |
| 22.                                           | 17 november 2022                              | Luxemburg – Hongarije                         | 2 – 2                                         | Vriendschappelijk                             | 0                                             |                                               |
| 23.                                           | 20 november 2022                              | Luxemburg – Bulgarije                         | 0 – 0                                         | Vriendschappelijk                             | 0                                             |                                               |
| 24.                                           | 17 juni 2023                                  | Luxemburg – Liechtenstein                     | 2 – 0                                         | EK-kwalificatie 2024                          | 0                                             |                                               |
| 25.                                           | 20 juni 2023                                  | Bosnië en Herzegovina – Luxemburg             | 0 – 2                                         | EK-kwalificatie 2024                          | 0                                             |                                               |
| 26.                                           | 8 september 2023                              | Luxemburg – IJsland                           | 3 – 1                                         | EK-kwalificatie 2024                          | 0                                             |                                               |
| 27.                                           | 11 september 2023                             | Portugal – Luxemburg                          | 9 – 0                                         | EK-kwalificatie 2024                          | 0                                             |                                               |
| 28.                                           | 13 oktober 2023                               | IJsland – Luxemburg                           | 1 – 1                                         | EK-kwalificatie 2024                          | 0                                             |                                               |
| 29.                                           | 16 november 2023                              | Luxemburg – Bosnië en Herzegovina             | 4 – 1                                         | EK-kwalificatie 2024                          | 0                                             |                                               |
| 30.                                           | 19 november 2023                              | Liechtenstein – Luxemburg                     | 0 – 1                                         | EK-kwalificatie 2024                          | 0                                             |                                               |
| 31.                                           | 21 maart 2024                                 | Georgië – Luxemburg                           | 2 – 0                                         | EK-kwalificatie 2024                          | 0                                             |                                               |
| 32.                                           | 5 juni 2024                                   | Frankrijk – Luxemburg                         | 3 – 0                                         | Vriendschappelijk                             | 0                                             |                                               |
| 33.                                           | 8 juni 2024                                   | België – Luxemburg                            | 3 – 0                                         | Vriendschappelijk                             | 0                                             |                                               |

Bijgewerkt tot en met 5 september 2024.

## Statistieken
| Seizoen                    | Club             | Competitie        | Competitie | Competitie | Beker | Beker | Overig | Overig | Totaal | Totaal |
| Seizoen                    | Club             | Competitie        | Wed.       | Dlp.       | Wed.  | Dlp.  | Wed.   | Dlp.   | Wed.   | Dlp.   |
| -------------------------- | ---------------- | ----------------- | ---------- | ---------- | ----- | ----- | ------ | ------ | ------ | ------ |
| 2014/15                    | Fola Esch        | Nationaldivisioun | 1          | 0          | 0     | 0     | 0      | 0      | 1      | 0      |
| 2015/16                    | Fola Esch        | Nationaldivisioun | 2          | 0          | 0     | 0     | 0      | 0      | 2      | 0      |
| 2016/17                    | Fola Esch        | Nationaldivisioun | 22         | 0          | 5     | 0     | 1      | 0      | 28     | 0      |
| 2017/18                    | Middlesbrough FC | Championship      | 0          | 0          | 0     | 0     | 0      | 0      | 0      | 0      |
| 2018/19                    | Middlesbrough FC | Championship      | 0          | 0          | 0     | 0     | 2      | 1      | 2      | 1      |
| 2018/19                    | → Yeovil Town FC | League Two        | 4          | 0          | 0     | 0     | 1      | 1      | 5      | 1      |
| 2019/20                    | → MVV Maastricht | Eerste divisie    | 15         | 0          | 1     | 0     | 0      | 0      | 16     | 0      |
| 2020/21                    | FK Lviv          | Premjer Liha      | 20         | 1          | 0     | 0     | 0      | 0      | 20     | 1      |
| 2021/22                    | FK Lviv          | Premjer Liha      | 12         | 0          | 1     | 0     | 0      | 0      | 13     | 0      |
| 2022/23                    | CSKA Sofia       | Parva Liga        | 18         | 1          | 1     | 0     | 1      | 0      | 20     | 1      |
| 2023/24                    | CSKA Sofia       | Parva Liga        | 20         | 0          | 2     | 0     | 2      | 0      | 24     | 0      |
| 2024/25                    | NAC Breda        | Eredivisie        | 10         | 0          | 1     | 0     | 0      | 0      | 11     | 0      |
| Carrièretotaal             | Carrièretotaal   | Carrièretotaal    | 124        | 2          | 11    | 0     | 7      | 2      | 142    | 4      |
| Bijgewerkt op 16 juni 2025 |                  |                   |            |            |       |       |        |        |        |        |